# Одолжите тенора! (Театр имени Пушкина)
«Одолжите тенора!» – спектакль Театра имени Пушкина по пьесе американского комедиографа Кена Людвига. Режиссёр – Евгений Писарев. Премьера прошла 29 сентября 2005 года. Спектакль является лауреатом престижных театральных премий – «Чайка» и «Хрустальная Турандот».

## Краткое содержание
Действие разворачивается в Америке 30-х годов. Молодого певца Макса никто не воспринимает всерьёз: ни любимая девушка, ни её отец – продюсер. Все словно околдованы знаменитым тенором Тито Мерелли. И вот стараниями папы-продюсера Мерелли приезжает на гастроли вместе со своей женой Марией. Все билеты проданы. Но перед самым концертом звезда внезапно... Одним словом, петь не может. Продюсер умоляет Макса выдать себя за знаменитого тенора. Идёт «Отелло», никто не замечает подвоха. Всем кажется, что положение спасено. Но все только начинается...

## Действующие лица
- Тито Мерелли – Александр Арсентьев
- Макс – Сергей Лазарев / Евгений Плиткин / Алексей Франдетти
- Сондерс – Александр Матросов
- Мария – Вера Воронкова / Наталья Корогодова / Александра Урсуляк
- Мэгги – Анна Бегунова
- Джулия – Ирина Бякова / Ирина Петрова
- Диана – Екатерина Клочкова
- Посыльный – Александр Анисимов / Николай Кисличенко / Игорь Хрипунов

## Пресса о спектакле
«Преуспевающий вашингтонский юрист Кен Людвиг написал пьесу "Одолжите тенора!" лет десять назад и нечаянно нарвался на большой успех – его ставят на Бродвее, и не только. В театре Пушкина тоже получилось. Во-первых, главную роль играет экс-солист группы «Smash!» Сергей Лазарев, который с артистической легкостью сыграл героя, непрерывно попадающего в нелепые ситуации. Во-вторых, мужская версия "Золушки" сразит любого, кто втайне мечтает о большом успехе. Ну и наконец – много ли в Москве хорошо сделанных спектаклей по хорошо сделанным пьесам?»— Кристина Матвиенко, «Театральная Афиша»

«В постановке Пушкинского театра удачно пойман стремительный ритм сумасшедшего дня. Герои не ходят, а врываются, вбегают, впархивают. Обмен репликами в лучшие минуты похож на фехтование. Для произнесения речей и для вокальных номеров герои забираются на стулья (как в детстве для прочтения стишка перед гостями) и раскланиваются со зрительным залом».— Ольга Егошина, «Новые известия»

«...Вокруг непритязательной завязки и вертится действие, уморительно смешное. Ещё одно условие качественного результата – чувство меры. Им режиссёр Евгений Писарев, как выяснилось, обладает сполна. Прелесть его спектакля в точном и тонком расчете, ничего лишнего постановщик себе не позволил, здесь даже реакция публики точно просчитана. Не говорю уж о том, как верно угадан исполнитель главной роли.
А самый главный секрет успеха заключается в том, что подобная лёгкость с неба почти ни на кого не падает, её можно добиться серьезным трудом, который многим теперь кажется чем-то совершенно необязательным. Оттого и радуешься "Тенору" так горячо и возбуждённо».— Марина Зайонц, «Итоги»

«В общем, стоит порадоваться за мхатовскую школу, выпускающую столь разносторонних артистов. Александр Арсентьев (Тито Мерелли), один из ведущих молодых мастеров пушкинской труппы, на эстраде не появлялся, а ведь тоже поет – дай бог каждому... А какие оперные рулады выдаёт порой Ирина Бякова (Джулия)! А сколь темпераментен Илья Хрипунов, смело вводящий своего второстепенного персонажа, поименованного Посыльным в гостинице, в основной круг действующих лиц! Да, ничего не скажешь, к комической затее все её участники во главе с режиссёром подошли всерьёз».— Ирина Алпатова, «Культура»